# Бахчанян, Вагрич Акопович
Вагрич Акопович Бахчанян (23 мая 1938, Харьков, СССР — 12 ноября 2009, Нью-Йорк, США) — советский и американский художник и литератор-концептуалист армянского происхождения.

## Творческая биография
Родился в Харькове в 1938 году. Через 4 года родители Вагрича расстались, мальчик остался с отцом — Акопом Бахчаняном. В шутку называл себя армянином на 150 %, потому что даже мачеха была армянкой. Художником был всегда, сколько себя помнил. Учился в художественной школе и в студии Алексея Михайловича Щеглова, поклонника искусства начала века. В общеобразовательной школе проучился лишь до 7 класса, затем поступил на обучение в художественную студию при ДК «Металлист». Был призван в армию, потом некоторое время работал художником-оформителем в ведомственной газете Харьковского тракторного завода В 1960 году переехал в Москву, работал в «Литературной газете».
23 мая 1965 года в день своего рождения Вагрич Бахчанян со своими друзьями-художниками организовал и провёл в Харькове, в дворике на Сумской улице, первую в СССР неофициальную однодневную выставку картин. В истории харьковского андеграунда эта выставка именуется как «Выставка на Сумской».
Дружил с Василием Дмитриевичем Ермиловым, известным авангардистом 1920-х годов. Для его творчества характерно изобретение новых техник и направлений, разработка связи слова и изображения.
В 1972 году удостоен премии «Золотой телёнок» «Литературной газеты» («Клуба 12 стульев»).
В 1974 году эмигрировал. Жил в Нью-Йорке.
Александр Генис:

Вагрич был не диссидентом, а формалистом. … Для Америки Бахчанян оказался слишком самобытным и независимым. Сочетание малопригодное для большого успеха. … Он органически не способен к компромиссу между своими возможностями и чужим вкусом. На собственном опыте я убедился, что Вагрича нельзя заставить работать на себя. Можно либо работать на него, либо оставить в покое. … в Америке Вагричу не хватает России. Перебирая экспонаты «музея Бахчаняна», я думаю, что ещё больше России не хватает Вагрича.— 
В 2003-м Вагрич Бахчанян первый раз с момента эмиграции приехал в Москву. Его работы экспонировались в «ЭРА Фаундейшн», в галерее «Поп-Офф Арт», в Русском музее, в Stella Art Foundation, на выставке в музее имени А. Д. Сахарова; его коллаж стал одной из причин возбуждения уголовного дела против директора музея имени Сахарова Юрия Самодурова и искусствоведа Андрея Ерофеева.
Покончил жизнь самоубийством.
Александр Генис:

Вагрич умер. Как хотел.
Прах по желанию художника был развеян в Армении, в Гегамских горах.
Юрий Милославский:

Вагрич Бахчанян, — прежде всего прочего и всего очевидного, — был создателем направлений в искусстве, то есть главным конструктором. Он, таким образом, создавал эссенции, или, если угодно — многомерные рабочие модели того, что — освоенное и усвоенное, а значит — несколько «разжиженное» получившими эту модель (эту эссенцию) мастерами-поварами разных способностей — передаётся затем в распоряжение потребителей. 

— 

## Персональные выставки
- 1968 — «Вагрич Бахчанян». Кафе «Синяя птица». Москва.
- 1973 — «Vagrich Bakhchanyan». Galerie Charley Chevalier. Париж.
- 1974 — «Vagrich Bakhchanyan». Galerie Gras, Вена.
- 1974 — «Vagrich Bakhchanyan». Galerie Sazenhofen, Зальцбург, Австрия.
- 1977 — «Vagrich Bakhchanyan». Galerie Gras, Вена.
- 1977 — «Save Time». Нью-Йорк, США.
- 1979 — «Agitpunkt» (перформанс). Museum of Modern Art, Нью-Йорк, США.
- 1982 — «Vagrich Bakhchanyan». Galerie Micro Hall Center, Эдевехт, Германия.
- 2003 — Ни дня без строчки. Государственный Центр современного искусства, Москва.
- 2007 — Труды и дни. Фонд «Эра», Москва.
- 2008 — «Picasso — СССР». Галерея «pop/off/art», Москва.

## Избранные групповые выставки
- 1965 — «Выставка на Сумской». Дворик на Сумской улице, Харьков.
- 1974 — Progressive Strömungen in Moskau 1957-70. Museum Bochum, Бохум, Германия.
- 1976 — La peinture russe contemporaine. Palais des Congres, Париж.
- 1977 — New Art from the Soviet Union. Arts Club of Washington, Вашингтон.
- 1977 — Exhibition in Favor of the Children of the Soviet Political Prisoners. Parkway Focus Gallery, Лондон.
- 1977 — Nonkonformisten aus Moskau. Galerie Stantschev, Дюссельдорф, ФРГ.
- 1977 — La nuova arte sovietica: una prospettiva non ufficiale. La Biennale di Venezia, Венеция, Италия.

## Книги Вагрича Бахчаняна
- 1981 — «Автобиография сорокалетнего автора»
- 1981 — «Visual diary: 1/1/80 — 12/31/80»
- 1985 — «Демарш энтузиастов» (в соавторстве с Сергеем Довлатовым и Наумом Сагаловским). — Париж: Синтаксис.
- 1986 — «Синьяк под глазом: пуантель-авивская поэма»
- 1986 — «Ни дня без строчки (годовой отчёт)»
- 1986 — «Стихи разных лет»
- 2003 — «Мух уйма: художества». — Екатеринбург: У-Фактория.
- 2005 — «Вишнёвый ад и другие пьесы». — М.: НЛО.
- 2006 — «Мух уйма. Не хлебом единым». — Екатеринбург: У-Фактория.
- 2010 — «Сочинения Вагрича Бахчаняна». — М.: Герман Титов.
- 2011 — «Записные книжки Вагрича Бахчаняна». — М.: НЛО.

## Фильм
В 2015 году Андрей Загданский сделал фильм-коллаж «Вагрич и чёрный квадрат».